# أرسلان بن سلجوق
أرسلان بن سَلْجُوق أو أرسلان أسرائيل ، المعروف أيضًا باسم أرسلان يابغو (توفي عام 1032م) ، كان زعيمًا تركيًا من قبيلة قنق ، التي أسست لاحقًا الإمبراطورية السَلْجُوقية. اسمه أرسلان يعني «الأسد». أرسلان هو نجل سَلْجُوق بن دُقَاق وعَماً لمؤسسي الإمبراطورية السَلْجُوقية ، جغري وطغرل بك.

## سيرته
كانت قبيلة قنق إحدى قبائل الأوغوز التركية التي ظهرت في المنطقة الواقعة شمال نهر سيحون، ووفقًا لبعض المؤرخين ، قد يكونون التابعين السابقين للخزار، حيث استقروا حول مدينة جند ، التي كانت قريبة من أراضي القراخانيين، الذين سيطروا على معظم مناطق بلاد ما وراء النهر. لكنهم كانوا جيران جامحين أمامهم، حيث دعموا دعموا السامانيين بدلاً من القراخانيين خلال الحروب القراخانية - السامانية (992)وكان زعيم القبيلة السَلْجُوقي شيخًا كبيراً، وكان أرسلان أحد أبنائه المتميزين خلال المعارك ضد القراخانيين. توفي سَلْجُوق عام 1009 وأصبح أرسلان زعيم القبيلة الذي كان شقيق ميكائيل والد السلاطين طغرل و جغري مؤسسي الإمبراطورية السَلْجُوقية.
هُزمت القراخانية عدة مرات على يد قوات أرسلان ، وفي عام 1025م ، التقى السلطان القراخاني يوسف قادر بمحمود غزنوي لتشكيل ائتلاف ضد قبيلة قنق. (كان الغزنويون عشيرة تركية وإمبراطورية تمتلك يعرف الآن بأفغانستان وباكستان) وكان التهديد أكبر من أن يتحمله هو قبيلته أجبر للذهاب إلى الصحراء.  وفقًا لموسوعة الإسلامية، فقد تم أسر أرسلان وابنه قتلمش من قبل محمود عندما أوقعهم بكمين، حيث دعا أرسلان لإجراء محادثات فيما بينهم وأثناء العشاء الذي أعقب المحادثات ، تم اعتقال أرسلان ونجله وقُتِل الجنود المرافقون لهم ، فيما بعد أُرسِل أرسلان و ابنه إلى قلعة كالينجار (الموجودة الآن في الهند). 
أمضى أرسلان بقية حياته في السجن ، وبعد وفاة محمود ، حاول طغرل بك ابن شقيق أرسلان ومسعود الأول من غزنة، خليفة محمود التوصل إلى اتفاق. لكن المحادثات فشلت وتوفي أرسلان في السجن عام 1032م.
أسس طغرل وجغري، ابنا شقيق أرسلان، الإمبراطورية السَلْجُوقية. كما شارك قتلمش في المعارك الذي كان قد فر من السجن. لكن في السنوات اللاحقة تنافس دون جدوى على العرش. فيما بعد حظي حفيد أرسلان سليمان بتأسيس دولته سلاجقة الروم.